# Gryllomorpha albanica
Gryllomorpha albanica är en insektsart som beskrevs av Viktor von Ebner-Rofenstein 1910. Gryllomorpha albanica ingår i släktet Gryllomorpha och familjen syrsor. Inga underarter finns listade i Catalogue of Life.